# Narong Thongplew
Narong Thongplew (Bangkok, 29 settembre 1947) è un ex calciatore thailandese di ruolo centrocampista.

## Carriera
Con la Nazionale thailandese ha partecipato alle Olimpiadi del 1968.